# Girls Bravo
Girls Bravo (GIRLSブラボー, Gārusu Burabō) é um mangá e animê bishoujo criado por Mario Kaneda.
Possui duas temporadas: uma primeira com 11 episódios e a segunda temporada com 13 episódios. A série é  considerada um típico anime fan service. A exibição da primeira temporada do anime na televisão foi bastante cortada e censurada.[carece de fontes?] Porém a segunda temporada e os DVDs de ambas temporadas não tiveram censura alguma.

## Sinopse
Sasaki Yukinari é um rapaz que tem uma grave alergia a mulheres. Por isso desenvolve uma irritante urticária quando entra em contato com uma. Certa vez, o rapaz cai em sua banheira devido a uma pancada de sua amiga, Kojima Kirie. Assim, por uma razão desconhecida e mágica abre-se um portal dimensional e o jovem para em um outro mundo — Seiren. Lá ele encontra uma jovem e bela garota chamada Miharu. Para o azar do rapaz, o Mundo onde estava é constituido por 90% de mulheres. Todas carentes e loucas para casar.

## Mídias

### Mangá
Escrito e ilustrado por Mario Kaneda, o mangá foi originalmente publicado em série em 2000 na revista Shōnen Ace da Kadokawa Shoten, e desde então foi compilado em 10 volumes tankōbon. O primeiro volume foi publicado e lançado no Japão pela Kadokawa Shoten em 27 de junho de 2001 e o último volume foi lançado em 9 de abril de 2005.

#### Lista de volumes
| N.º | Data de lançamento      | ISBN              |
| --- | ----------------------- | ----------------- |
| 1   | 27 de junho de 2001     | 978-4-04-713435-5 |
| 2   | 28 de novembro de 2001  | 978-4-04-713466-9 |
| 3   | 25 de abril de 2002     | 978-4-04-713491-1 |
| 4   | 28 de agosto de 2002    | 978-4-04-713506-2 |
| 5   | 26 de fevereiro de 2003 | 978-4-04-713535-2 |
| 6   | 1 de setembro de 2003   | 978-4-04-713570-3 |
| 7   | 3 de abril de 2004      | 978-4-04-713616-8 |
| 8   | 18 de junho de 2004     | 978-4-04-713631-1 |
| 9   | 26 de novembro de 2004  | 978-4-04-713682-3 |
| 10  | 9 de abril de 2005      | 978-4-04-713716-5 |